# Sericopelma immensum
Sericopelma immensum é uma espécie de aranha pertencente à família Theraphosidae (tarântulas).